# Time of the Season
Time of the Season è un singolo del gruppo musicale britannico The Zombies, pubblicato nel marzo 1968 come terzo estratto dal secondo album in studio Odessey and Oracle.

## Successo commerciale
Il singolo ottenne successo in tutto il mondo.

## Cover e altri usi
- Big Blue Missile e Scott Weiland hanno realizzato una cover del brano nel 1999 utilizzata come colonna sonora del film Austin Powers - La spia che ci provava dello stesso anno.
- I Guess Who hanno realizzato un'altra cover del brano nel 2005.
- La Dave Matthews Band ha realizzato una terza cover del brano nel 2005 includendola negli album dal vivo Weekend on the Rocks dello stesso anno e Live Trax Vol. 9 del 2007.
- Sage Francis ha realizzato una quarta cover del brano nel 2006.
- Tommy Shaw e Jack Blades hanno realizzato una quinta cover del brano nel 2007.
- Il singolo Give It to Me Right di Melanie Fiona del 2009 contiene la stessa base musicale del brano.
- La traccia Rolling Stone dell'album Setbacks di Schoolboy Q del 2011 contiene un campionamento del brano.
- La raccolta Back Pages degli America del 2011 include la loro sesta cover del brano.
- La traccia Rhyme or Reason dell'album The Marshall Mathers LP 2 di Eminem del 2013 contiene un campionamento del brano.
- Haley Reinhart ha realizzato una settima cover del brano nel 2017.